# Таміка руда
Та́міка руда (Cisticola troglodytes) — вид горобцеподібних птахів родини тамікових (Cisticolidae). Мешкає в Центральній і Східній Африці.

## Підвиди
Виділяють два підвиди:
- C. t. troglodytes (Antinori, 1864) — від півдня Чаду до південно-західної частини Кенії;
- C. t. ferrugineus Heuglin, 1864 — від півдня Судану до західної частини Ефіопії.

## Поширення і екологія
Руді таміки поширені в Чаді, Центральноафриканській Республіці, Демократичній Республіці Конго, Судані, Південному Судані, Уганді, Кенії і Ефіопії. Вони живуть у сухих лісах, савані та на луках.